# Schiefes Haus (Idstein)

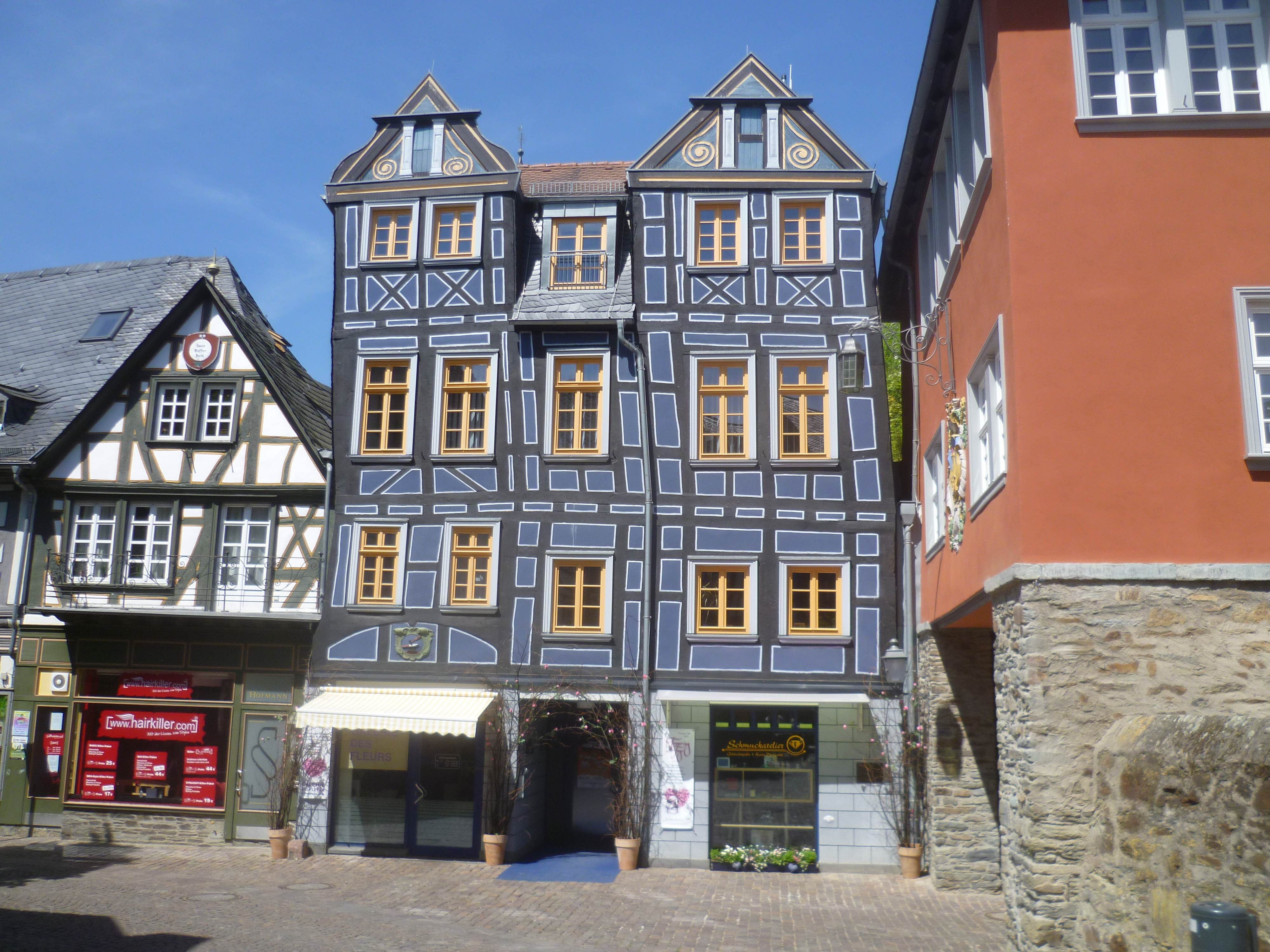
Das Schiefe Haus zu Idstein, rechts angrenzend das Rathaus

Das Schiefe Haus in der im Taunus gelegenen ehemaligen nassauischen Residenzstadt Idstein ist ein denkmalgeschütztes Fachwerkhaus.

## Lage und Beschreibung
Das Schiefe Haus prägt den König-Adolf-Platz. Adressiert ist es mit Rodergasse 1/3. Die doppelte Hausnummer ist auf die Baugeschichte zurückzuführen, die einen umfangreichen Anbau umfasste.
Das Gebäude steht neben dem Rathaus im Bereich des ehemaligen Halsgrabens der Burg Idstein. In unmittelbarer Nähe findet sich zudem das Torbogengebäude von 1497 mit der steinernen Brücke von 1566. Das schiefe Haus weist vier Stockwerke mit zwei Zwerchgiebeln auf. Zwischen den Giebeln ist ein einachsiges, schmales Mansarddach angeordnet. Mit den vertikal betonten Proportionen ist das Haus ungewöhnlich für Idstein. Beide Giebel weisen geschnitzte, gebälktragende Pfeiler und ein Schneckenornament auf. Im Erdgeschoss war früher eine Durchfahrt mit Tor vorhanden, worauf der noch erhaltene als Stichbogen konstruierte Sturz hindeutet.
Der Bau steht mit der Zeitstellung der Errichtung in der Übergangsphase zwischen traditionell handwerklichem Werk zur Ingenieurskonstruktion. Entsprechende, für die damalige Zeit moderne konstruktive Merkmale sind wahrnehmbar, wie beispielsweise das Mansarddach. Es ist zudem davon auszugehen, dass das Bauwerk nicht als fachwerksichtig, sondern als Putzbau konzipiert war. Fachwerk galt zur Entstehungszeit des Baus als ländlich und unmodern.

## Geschichte
Aufgrund der verteidigungstechnischen Anforderungen, die sich aus der Lage des Grundstücks vor den Befestigungsanlagen der Idsteiner Burg ergab, war lange Zeit eine Bebauung nicht möglich. Mit dem Wandel der Burg zum Schloss wurde die Nutzung möglich. Schriftlich dokumentiert ist ein Vorgängerbau erstmals 1627. Nähere Informationen zu diesem Gebäude liegen allerdings nicht vor.
Am 22. Juli 1727 wurde es dem Major der Landmiliz Johann Jacob Nicoley – zugleich war er als Landhauptmann von Fürst Georg August Samuel von Nassau-Idstein – gestattet, das Gebäude als sein Wohnhaus zu errichten, in das er 1728 einzog. Um 1740/42 überließ er es seinem Schwiegersohn Andreas Abel, einem Apotheker, der hierin auch eine solche einbauen ließ. 1764 ist als Besitzer der Oberamts-Sekretär Johann Hartmann Strack eingetragen, auch ein Schwiegersohn Nicoleys. Strack verkaufte einen Teil des Anwesens 1768 an Daniel Hölck, worauf die doppelte Nummerierung zurückzuführen ist. Es folgten wechselnde Besitzschaften und bauliche Veränderungen beider Hälften, bis Hausnummer 3 1861 durch den Messerschmied Carl Nau erworben wurde. Dessen Sohn Fritz Nau kaufte 1908 Hausnummer 1 hinzu, so dass das Gebäude wieder in den Besitz einer einzelnen Partei gelangte.
Minna Nau, die Witwe von Fritz Nau, ließ 1925 umfangreiche Sanierungsarbeiten vornehmen. In diesem Zug wurde das bis dahin verputzte Fachwerk freigelegt, was die Optik des Hauses komplett veränderte.
1959 wurde das Gebäude durch Karl und Heinrich Nau verkauft. Wieder folgten wechselnde Besitzschaften und Nutzungen, bis die Stadt Idstein das Haus 1980 erwarb.
In den Jahren 1995 bis 1997 wurden erneut umfangreiche Sanierungsarbeiten und auch eine bauhistorische Untersuchung durchgeführt.

## Kurioses

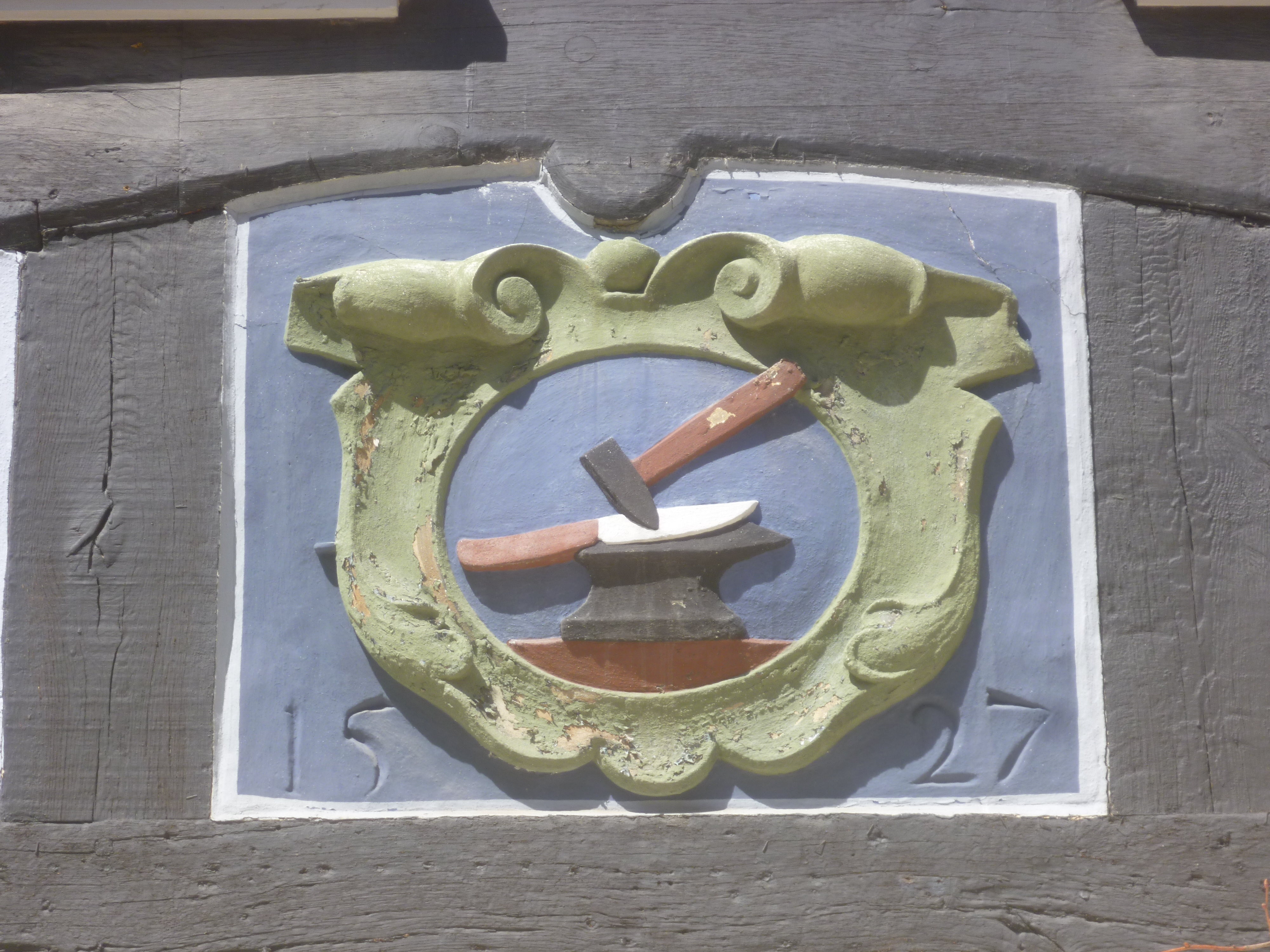
Das Handwerkszeichen des Messerschmieds mit nicht nachvollziehbarer Jahreszahl

- Das Gebäude trägt an der Fassade das Handwerkszeichen eines Messerschmieds mit der Jahreszahl 1527. Wer dieses Zeichen anfertigte und wann es angebracht wurde, lässt sich nicht mehr nachvollziehen. Es wird aber angenommen, dass der Idsteiner Holzbildhauer und Stuckateur Ferdinand Abt die Arbeit im Zuge der Sanierung 1925 anfertigte, der sich in einer Gruppe um den Maler Ernst Toepfer befand. Diese Gruppe befasste sich mit der Altstadtgestaltung und Fachwerkfreilegung in Idstein, erzeugte dabei aber einige Kuriositäten wie auch am Höerhof. Dabei steht die Jahreszahl 1527 in keinem historischen Zusammenhang mit dem Gebäude.
- Nach der Errichtung des Hauses musste die örtliche Folterkammer vom Idsteiner Rathaus in das Torbogengebäude verlegt werden. Dies rührte daher, dass die Kammer durch das neue Gebäude derart verdunkelt wurde, dass das Foltern hier nicht mehr ausgeführt werden konnte. Dies hatte auch zur Folge, dass Folterungen nicht mehr so öffentlich wurden und sich vor dem Rathaus kein Volksauflauf bildete.